# Brooklyn, Ohio
Brooklyn är en stad (city) i Cuyahoga County i Ohio och en förort till Cleveland. Vid 2010 års folkräkning hade Brooklyn 11 169 invånare.